# Yang Zhu
Yang Zhu (IV wiek p.n.e.) – starożytny chiński filozof, naturalista, zwolennik skrajnego indywidualizmu i egoizmu etycznego.

## Poglądy
Nie pozostawił po sobie żadnych prac i jego poglądy znane są jedynie z przykładów przytoczonych w dziełach późniejszych filozofów, być może w wielu miejscach znacznie zniekształconych i ubarwionych. Mencjusz, skądinąd zaciekły krytyk Yang Zhu, scharakteryzował jego filozofię pisząc, że gdyby dla ocalenia ludzkości miał poświęcić się wyrywając sobie tylko jeden włos, nie zrobiłby tego. Mencjusz określił filozofię Yanga terminem weiwo (为我), czyli „dla mnie”. Poświęcony Yang Zhu rozdział w traktacie Liezi przedstawia go jako bezwzględnego hedonistę.

## Miejsce w historii filozofii
Uchodzi za jednego z wybitnych kontynuatorów nauki Laoziego Niektórze badacze uważają, że filozofia Yang Zhu jest za wcześniejszą od taoizmu i zdaniem niektórych badaczy (m.in. Feng Youlana) wywarła nań znaczny wpływ.

## Literatura
- King-tsy Jang: Powstanie i rozwój myśli filozoficznej w starożytnych Chinach. W: Krótki zarys historii filozofii. Pod redakcją M.T. Jowczuka, T.I. Ojzermana, I.J. Szczipanowa. Przeł. Marian Drużkowski i in. Wyd. II, poprawione i uzupełnione. Warszawa: Książka i Wiedza, listopad 1969, s. 34–39. (pol.).